# Wer mich liebet, der wird mein Wort halten (BWV 74)
Pour les articles homonymes, voir Wer mich liebet, der wird mein Wort halten.
Wer mich liebet, der wird mein Wort halten (Celui qui m'aime gardera ma parole) (BWV 74), est une cantate religieuse de Johann Sebastian Bach composée à Leipzig en 1725 pour la Pentecôte qui cette année tombait le 20 mai. Pour cette destination liturgique, trois autres cantates ont franchi le seuil de la postérité : les BWV 34, 59 et 172.
Une cantate homonyme a été donnée pour la Pentecôte de l'année précédente, la BWV 59.
Le texte est tiré de Jean 14: 23 (premier mouvement) et 14:28 (quatrième mouvement), Romains 8: 1 (sixième mouvement), Paul Gerhardt (huitième mouvement) et Christiana Mariana  von Ziegler (mouvements 2, 3, 5 et 7)
Le thème du choral s'inspire du psaume « Kommt her zu mir, spricht Gottes Sohn » de Georg Grünwald (1530), lui-même fondé sur la mélodie de la chanson profane « Es ist nicht lang, daß es geschah » également appelée « Lindenschmied-Weise ». Cette mélodie remonte à l'Allemagne de 1490

## Structure et instrumentation
La cantate est écrite pour trois trompettes, timbales deux hautbois, hautbois da caccia, deux violons, alto, basse continue, avec quatre voix solistes (soprano, alto, ténor, basse) et chœur à quatre voix.
Il y a huit mouvements :
1. chœur : Wer mich liebet, der wird mein Wort halten
2. aria (soprano) : Komm, komm, mein Herze steht dir offen
3. récitatif (alto) : Die Wohnung ist bereit
4. aria (basse) : Ich gehe hin, und komm wieder zu euch
5. aria (ténor) Kommt! eilet! stimmet Sait' und Lieder
6. récitatif (basse) : Es ist nichts Verdammliches an denen, die in Christo Jesu
7. aria (alto) : Nichts kann mich erretten
8. choral : Kein Menschenkind hier auf der Erd